# De gouden zeeslak
De gouden zeeslak is een volksverhaal uit Indonesië.

## Het verhaal
Dewi Galuh Candra Kirana, prinses van Daha, werd door prins Inu Kertapati veilig thuisgebracht. Haar halfzusje, dochter van een concubine, is ook verliefd op de prins, maar is gemeen en lang niet zo knap. Toen Candra Kirana door de storm werd weggevoerd, wilde zij een huwelijk met de prins. Ze gaat naar een heks en krijgt hulp, ook maakt ze Candra Kirana zwart en uiteindelijk stuurt de koning Candra Kirana weg. Op een dag komt Candra Kirana op het strand en raakt het water aan, waarna ze in een gouden zeeslak verandert door de bezwering van de heks. Ze wordt op het strand in Dadapan geworpen, hier heeft ze ooit al eens een avontuur beleefd. Een eenzame oude vrouw ziet de prachtige slak en neemt deze mee naar haar hutje en stopt de slak in een terracotta pot. 
Op een dag vangt de vrouw geen vis, maar als ze thuiskomt is de tafel al gedekt. Hierna gebeurt dit elke dag en de vrouw besluit te kijken wie verantwoordelijk is voor de bijzondere gebeurtenis. Ze ziet een walm uit de terracotta pot en er verschijnt een meisje dat in de keuken voedsel bereidt. De oude vrouw vraagt wie het meisje is en hoort het verhaal. De oude vrouw betreurt de jaloezie in het mensenhart en vraagt de Almachtige om de vloek te breken. De prins hoort wat er met zijn verloofde is gebeurd en gaat naar zijn schoonvader. Gealuh Ajeng en de heks worden gestraft en de prins zoekt zijn geliefde. Na maanden komt hij in Dadapan en ziet Candra Kirana bij het strand. De betovering wordt verbroken en de oude vrouw wordt ook meegenomen naar het paleis, waar de prins en prinses trouwen.

## Achtergronden
- Het verhaal komt van Oost-Java.
- Zie ook Op zoek naar Candra Kirana.
- De gouden zeeslak heeft overeenkomsten met de Hoorn des overvloeds.